# Episodi di Due uomini e mezzo (decima stagione)
La decima stagione della serie televisiva Due uomini e mezzo è stata trasmessa negli Stati Uniti dal 27 settembre 2012 al 9 maggio 2013 su CBS.
In Italia la stagione è stata trasmessa in prima visione dal canale pay Joi, della piattaforma Mediaset Premium, dal 9 settembre al 18 novembre 2014, mentre in chiaro è stata trasmessa dal 23 maggio 2015 su Rai 2.
| nº | Titolo originale                          | Titolo italiano                            | Prima TV USA      | Prima TV Italia   |
| -- | ----------------------------------------- | ------------------------------------------ | ----------------- | ----------------- |
| 1  | I Changed My Mind About the Milk          | Sono come la tosse secca!                  | 27 settembre 2012 | 9 settembre 2014  |
| 2  | A Big Bag of Dog                          | Un sorriso da un milione di dollari        | 4 ottobre 2012    | 9 settembre 2014  |
| 3  | Four Balls, Two Bats and One Mitt         | Foulard di seta e nastro adesivo           | 11 ottobre 2012   | 16 settembre 2014 |
| 4  | You Know What The Lollipop Is For         | Maialino fortunato!                        | 18 ottobre 2012   | 16 settembre 2014 |
| 5  | That's Not What They Call It In Amsterdam | Tutti abbiamo degli scheletri nell'armadio | 25 ottobre 2012   | 23 settembre 2014 |
| 6  | Ferrets, Attack                           | Il vampiro                                 | 1º novembre 2012  | 23 settembre 2014 |
| 7  | Avoid the Chinese Mustard                 | Ciò che si prova quando si ama             | 8 novembre 2012   | 30 settembre 2014 |
| 8  | Something My Gynecologist Said            | Impegno a lungo termine                    | 15 novembre 2012  | 30 settembre 2014 |
| 9  | I Scream When I Pee                       | Bella cosa l'onestà!                       | 29 novembre 2012  | 7 ottobre 2014    |
| 10 | One Nut Johnson                           | Tu sei me, io sono te!                     | 6 dicembre 2012   | 7 ottobre 2014    |
| 11 | Give Santa a Tail-Hole                    | Questione di affari                        | 13 dicembre 2012  | 14 ottobre 2014   |
| 12 | Welcome to Alancrest                      | Effetti collaterali                        | 3 gennaio 2013    | 14 ottobre 2014   |
| 13 | Grab A Feather And Get In Line            | La confessione di Walden                   | 10 gennaio 2013   | 21 ottobre 2014   |
| 14 | Run Steven Staven! Run!                   | Si vive anche senza donne                  | 31 gennaio 2013   | 21 ottobre 2014   |
| 15 | Paint It, Pierce It or Plug It            | Il matrimonio                              | 7 febbraio 2013   | 28 ottobre 2014   |
| 16 | Advantage: Fat, Flying Baby               | San Valentino ad alta velocità             | 14 febbraio 2013  | 28 ottobre 2014   |
| 17 | Throgwarten Middle School Mysteries       | Il vecchio Walden                          | 21 febbraio 2013  | 4 novembre 2014   |
| 18 | The 9:04 From Pemberton                   | Il tostapane della discordia               | 7 marzo 2013      | 4 novembre 2014   |
| 19 | Big Episode. Someone Stole A Spoon        | La festa senza fine                        | 14 marzo 2013     | 11 novembre 2014  |
| 20 | Bazinga! That's From A TV Show            | Il muro del rispetto                       | 4 aprile 2013     | 11 novembre 2014  |
| 21 | Another Night With Neil Diamond           | Mal comune mezzo gaudio                    | 25 aprile 2013    | 18 novembre 2014  |
| 22 | My Bodacious Vidalia                      | Lo strano triangolo                        | 2 maggio 2013     | 18 novembre 2014  |
| 23 | Cows, Prepare to be Tipped                | Donne, state per essere castigate!         | 9 maggio 2013     | 18 novembre 2014  |

## Sono come la tosse secca!
- Titolo originale: I Changed My Mind About the Milk
- Diretto da: James Widdoes
- Scritto da: Chuck Lorre e Eddie Gorodetsky (soggetto); Don Reo e Jim Patterson (sceneggiatura)

### Trama
È il compleanno di Zoey e Walden le chiede di sposarlo e ad Alan di fargli da testimone mentre Michael Bolton canta per loro; la donna, tuttavia, rifiuta e Walden, dopo essersi ubriacato, convince Alan a portarlo nel suo appartamento. Qui Zoey rivela di aver rifiutato perché ha reincontrato un suo ex che si trova in un momento di bisogno; Walden allora tenta di consolarsi con una ragazza conosciuta al bar ma è troppo fatto. 
- Guest star: Michael Bolton (se stesso)

## Un sorriso da un milione di dollari
- Titolo originale: A Big Bag of Dog
- Diretto da: James Widdoes
- Scritto da: Chuck Lorre e Don Reo (soggetto); Jim Patterson e Eddie Gorodetsky (sceneggiatura)

### Trama
Ava invita Walden alla sua festa di compleanno; dopo aver trovato una scusa, Walden viene colto da scoppi di rabbia sempre più frequenti e, dopo alcuni giorni, riesce ad uscirne, per poi regalare ad Ava il cane che aveva trovato sulla spiaggia. 

## Foulard di seta e nastro adesivo
- Titolo originale: Four Balls, Two Bats and One Mitt
- Diretto da: James Widdoes
- Scritto da: Don Reo e Jim Patterson (soggetto); Chuck Lorre e Eddie Gorodetsky (sceneggiatura)

### Trama
Alan e Lindsay confessano entrambi che vorrebbero avere un ménage a tre: Lindsay, in particolare, con Alan e Walden. Alan, riluttante, propone la cosa a Walden, che accetta subito deciso a liberarsi del ricordo di Zoey, ma proprio questo glielo impedisce. La mattina dopo Zoey lo chiama riferendogli tutto ciò che Lindsay le ha detto su di lui, ma quando sente Alan parlare della sera prima riattacca. Lindsay e Alan trovano poi una ragazza, che però finisce a letto con Walden.

## Maialino fortunato!
- Titolo originale: You Know What The Lollipop Is For
- Diretto da: James Widdoes
- Scritto da: Chuck Lorre e Alissa Neubauer (soggetto); Don Reo, Jim Patterson e Eddie Gorodetsky (sceneggiatura)

### Trama
Walden ospita a casa sua Missi, figlia del suo amico Jerry, che sembra provarci con lui, ma poi gli chiede di uscire con sua madre. Jake torna a casa per un weekend e finisce a letto con lei, ma la mattina dopo gli rivela che ha un fidanzato. Walden, infine, vedendo una foto della madre della ragazza, accetta di uscirci.
- Guest star: Miley Cyrus (Missi)

## Tutti abbiamo degli scheletri nell'armadio
- Titolo originale: That's Not What They Call It In Amsterdam
- Diretto da: James Widdoes
- Scritto da: Eddie Gorodetsky e Susan McMartin (soggetto); Chuck Lorre, Don Reo e Jim Patterson (sceneggiatura)

### Trama
Walden, Alan e Lindsay vanno a cena fuori e incontrano Zoey e il suo nuovo compagno Peter; Lindsay, vedendolo triste, decide di organizzare alcuni appuntamenti per Walden con le sue amiche ma non vanno bene. Al bar Walden incontra Rose e, nonostante tutti gli avvertimenti di Alan e lei stessa gli riveli il suo passato con Charlie, i due finiscono a letto.

## Il vampiro
- Titolo originale: Ferrets, Attack
- Diretto da: James Widdoes
- Scritto da: Chuck Lorre e Don Reo (soggetto); Jim Patterson, Eddie Gorodetsky, Matt Ross e Max Searle (sceneggiatura)

### Trama
Walden chiede a Rose di trasferirsi da lui ma poco dopo Zoey gli dà un appuntamento per chiedergli di tornare insieme. Walden accetta felice ma Rose, che era già pronta per il trasloco, alla notizia scatena la sua ira, per poi presentarsi da Zoey fingendo di essere incinta. La donna arriva quindi da Walden per una spiegazione, ma quando scopre che Rose stava per trasferirsi da lui se ne va.

## Ciò che si prova quando si ama
- Titolo originale: Avoid the Chinese Mustard
- Diretto da: James Widdoes
- Scritto da: Chuck Lorre e Gemma Baker (soggetto); Don Reo, Jim Patterson e Eddie Gorodetsky (sceneggiatura)

### Trama
Jake e Missi tornano a casa di Walden nello stesso weekend mentre lui incontra in biblioteca una ragazza, Whitney: lei fa l'attrice e Walden le propone di fare la parte della sua fidanzata. Alan scopre che Jake se n'è andato dalla base senza permesso mentre il figlio confessa il suo amore a Missi, che tuttavia non ricambia. Alan riaccompagna quindi Jake alla base mentre Walden chiede a Whitney di diventare davvero la sua ragazza, ma lei gli confessa di essere lesbica.
- Guest star: Miley Cyrus (Missi)

## Impegno a lungo termine
- Titolo originale: Something My Gynecologist Said
- Diretto da: James Widdoes
- Scritto da: Chuck Lorre e Jim Patterson (soggetto); Don Reo e Eddie Gorodetsky (sceneggiatura)

### Trama
Lindsay chiede ad Alan di passare al livello successivo della loro relazione ma lui prende tempo. Walden prende in prestito la sua auto e, quando la vettura si guasta, viene aiutato da Sheri, una donna affascinante che comincia a trattarlo da toy boy. Walden scopre poi Sheri con un altro ragazzo mentre Alan viene convinto a fidanzarsi ufficialmente con Lindsay da un anziano conosciuto al bar, Sid. 

## Bella cosa l'onestà!
- Titolo originale: I Scream When I Pee
- Diretto da: James Widdoes
- Scritto da: Chuck Lorre e Don Reo (soggetto); Jim Patterson, Eddie Gorodetsky e Steve Tompkins (sceneggiatura)

### Trama
Kandi, ora un'affermata attrice, invita Alan a prendere un caffè insieme mentre Walden decide di prendersi cura di Berta per il suo compleanno. Kandi finge di tentare il suicidio e quando Alan arriva nella sua camera d'albergo lei ci prova ma lui la respinge; i due vengono tuttavia fotografati e Lindsay si infuria. Alan la rassicura e anche Kandi le dice che tra i due non è successo niente e nell'occasione le due finiscono a letto insieme. Walden regala infine a Berta l'auto che da sempre sognava.

## Tu sei me, io sono te!
- Titolo originale: One Nut Johnson
- Diretto da: James Widdoes
- Scritto da: Don Reo, Jim Patterson, Eddie Gorodetsky (soggetto); Chuck Lorre, Steve Tompkins e Alissa Neubauer (sceneggiatura)

### Trama
Walden confessa ad Alan di essere stanco di essere avvicinato dalle donne per ciò che possiede, per cui decide di crearsi un'altra identità: quella dello spiantato Sam Wilson. Alan e Walden si recano quindi al supermercato per fare spese e qui Walden conosce Kate, con la quale lega subito molto seppur interpretando la parte del povero in canna. Qualche settimana dopo, Walden/Sam si trasferisce da lei.

## Questione di affari
- Titolo originale: Give Santa a Tail-Hole
- Diretto da: James Widdoes
- Scritto da: Chuck Lorre, Matt Ross e Max Searle (soggetto); Don Reo, Jim Patterson e Eddie Gorodetsky (sceneggiatura)

### Trama
Billy informa Walden che Mark Zuckerberg vuole comprare la loro società mentre Kate lo spinge a cercarsi un lavoro: Walden comincia quindi a lavorare come venditore di alberi di Natale, riscuotendo successo anche qui, e vende la società per più di un miliardo di dollari. Berta, impietosita dal fatto che Alan debba passare il Natale da solo, dato che tutti i suoi programmi sono saltati, decide di trascorrere la serata con lui.

## Effetti collaterali
- Titolo originale: Welcome to Alancrest
- Diretto da: James Widdoes
- Scritto da: Chuck Lorre, Don Reo e Steve Tompkins (soggetto); Jim Patterson, Eddie Gorodetsky e Susan McMartin (sceneggiatura)

### Trama
Kate è triste perché non riesce a sfondare nel settore della moda e allora Walden, per tramite di Alan, le dà centomila dollari per iniziare una sua azienda, cominciando nel frattempo a soffrire psicologicamente e fisicamente per la pressione della sua doppia identità. Kate si trasferisce quindi per alcuni giorni a New York e Alan, tre settimane dopo, trova Walden in uno stato pietoso.

## La confessione di Walden
- Titolo originale: Grab A Feather And Get In Line
- Diretto da: James Widdoes
- Scritto da: Chuck Lorre, Eddie Gorodetsky e Gemma Baker (soggetto); Don Reo, Jim Patterson e Alissa Neubauer (sceneggiatura)

### Trama
Alan rimette in forma Walden e i due poi vanno a New York da Kate. Prima della sua sfilata Walden le rivela la verità e i due si lasciano; dopo l'evento, tuttavia, Kate lo richiama e i due, pur non vedendosi più, si separano dopo essersi chiariti.

## Si vive anche senza donne
- Titolo originale: Run Steven Staven! Run!
- Diretto da: James Widdoes
- Scritto da: Chuck Lorre, Jim Patterson e Susan McMartin (soggetto); Don Reo, Eddie Gorodetsky e Steve Tompkins (sceneggiatura)

### Trama
Alan e Lindsay litigano perché lui non le ha ancora dato la chiave di casa di Walden.
Nel frattempo, Walden, tornato al lavoro, scopre che Bridget ha lasciato Billy. Alan tenta quindi di scusarsi con Lindsay ma questa esce con il suo ginecologo; Herb lo avvicina e Alan scopre che Judith l'ha lasciato perché lo ha scoperto con la sua segretaria. I quattro uomini passano un po' di tempo insieme e convincono Alan a dare a Lindsay la chiave di casa: i due quindi ritornano insieme.

## Il matrimonio
- Titolo originale: Paint It, Pierce It or Plug It
- Diretto da: James Widdoes
- Scritto da: Chuck Lorre, Don Reo e Eddie Gorodetsky (soggetto); Jim Patterson, Matt Ross e Max Searle (sceneggiatura)

### Trama
Jake torna a casa per il weekend e presenta la sua fidanzata Tammy, una donna con tre figli e un passato burrascoso. Alan inizialmente non vuole saperne di lei, ma quando la donna gli dimostra di essere responsabile e davvero legata a Jake cambia idea. Jake confessa poi a Walden di volerla sposare il giorno dopo a Las Vegas, ma sia Tammy che Alan alla fine gli fanno cambiare idea.
- Guest star: Jaime Pressly (Tammy)

## San Valentino ad alta velocità
- Titolo originale: Advantage: Fat, Flying Baby
- Diretto da: James Widdoes
- Scritto da: Chuck Lorre, Eddie Gorodetsky e Alissa Neubauer (soggetto); Jim Patterson, Don Reo e Steve Tompkins (sceneggiatura)

### Trama
Kate manda un'email a Walden e i due si incontrano ma, contrariamente a quanto lui sperava, l'unico scopo della visita della ragazza è restituirgli i soldi che le diede per cominciare la sua attività. Arriva San Valentino e Alan decide di regalare una serata romantica a Lindsay senza badare a spese e convince inoltre Walden a non arrendersi: questi raggiunge quindi Kate e, dopo essere usciti, finiscono a letto. Alan invece finisce all'ospedale dopo essersi ferito radendosi. Walden e Kate, entrambi oberati dagli impegni, finiscono per salutarsi: Rose, in particolare, è la nuova finanziatrice della ragazza.

## Il vecchio Walden
- Titolo originale: Throgwarten Middle School Mysteries
- Diretto da: James Widdoes
- Scritto da: Chuck Lorre, Jim Patterson e Nick Bakay (soggetto); Don Reo, Eddie Gorodetsky e Gemma Baker (sceneggiatura)

### Trama
Lindsay consiglia a Walden di smettere di autocommiserarsi e il ragazzo si rivolge quindi ad un'agenzia di appuntamenti. Alla festa intravede Bridget e ha una visione su cosa accadrebbe se tornassero insieme: subito dopo fugge a gambe levate.

## Il tostapane della discordia
- Titolo originale: The 9:04 From Pemberton
- Diretto da: James Widdoes
- Scritto da: Chuck Lorre, Jim Patterson e Eddie Gorodetsky (soggetto); Don Reo, Steve Tompkins e Alissa Neubauer (sceneggiatura)

### Trama
Alan, involontariamente, rompe il tostapane; il giorno dopo ne compra uno nuovo ma di valore molto inferiore: lui e Walden litigano e Alan lascia la casa, trasferendosi da Herb, anch'egli molto solo. Walden comincia ad avvertire la mancanza di Alan presto e, sebbene Herb tenti di ostacolarlo, alla fine lo convince a tornare.

## La festa senza fine
- Titolo originale: Big Episode. Someone Stole A Spoon
- Diretto da: James Widdoes
- Scritto da: Chuck Lorre, Don Reo e Gemma Baker (soggetto); Jim Patterson, Eddie Gorodetsky e Susan McMartin (sceneggiatura)

### Trama
Walden si fa male facendo yoga con Alan; Herb lo cura e i tre, per risollevarsi, decidono di organizzare una festa. Herb perde tuttavia il controllo, finché Alan e Walden non ricorrono a Judith.

## Il muro del rispetto
- Titolo originale: Bazinga! That's From A TV Show
- Diretto da: James Widdoes
- Scritto da: Chuck Lorre, Jim Patterson e Eddie Gorodetsky (soggetto); Don Reo, Matt Ross e Max Searle (sceneggiatura)

### Trama
Jake torna a casa per il weekend comunicando di aver lasciato Tammy; in realtà l'ha tradita con sua figlia Ashley e le due arrivano poco dopo a casa. Alan e Walden riescono a farli ragionare e, mentre Ashley accetta la proposta di matrimonio del suo nuovo fidanzato Jerry, Tammy e Walden finiscono a letto insieme.
- Guest star: Jaime Pressly (Tammy), Scott Bakula (Jerry), Emily Osment

## Mal comune mezzo gaudio
- Titolo originale: Another Night With Neil Diamond
- Diretto da: James Widdoes
- Scritto da: Chuck Lorre, Don Reo e Steve Tompkins (soggetto); Jim Patterson, Eddie Gorodetsky e Nick Bakay (sceneggiatura)

### Trama
Lindsay comunica a Walden l'intenzione di lasciare Alan per poi dirlo anche a lui. Alan inizialmente rifiuta di crederci, ma alla fine Walden e Berta lo fanno uscire dalla depressione; Walden, per di più, lo fa finire a letto con la fidanzata del nuovo compagno di Lindsay.

## Lo strano triangolo
- Titolo originale: My Bodacious Vidalia
- Diretto da: James Widdoes
- Scritto da: Chuck Lorre, Don Reo, Jim Patterson e Eddie Gorodetsky (soggetto); Gemma Baker, Matt Ross e Max Searle (sceneggiatura)

### Trama
Alan e Walden escono insieme e incontrano Meghan, una donna con cui Alan lega subito. Meghan è sposata con un ricco uomo molto anziano, che sembra morire una volta che i due lo portano con loro a casa di Walden: nel tragitto verso casa sua, tuttavia, l'uomo si riprende.

## Donne, state per essere castigate!
- Titolo originale: Cows, Prepare to be Tipped
- Diretto da: James Widdoes
- Scritto da: Chuck Lorre, Alissa Neubauer e Susan McMartin (soggetto); Don Reo, Jim Patterson e Eddie Gorodetsky (sceneggiatura)

### Trama
Walden conosce ad una festa una ragazza, Stacey; portatala a casa conosce sua nonna Linda, una donna affascinante, con cui si rivede anche successivamente. Jake, infine, fa un viaggio con suo padre poiché è in procinto di trasferirsi in Giappone.